# 淺野溫子
淺野溫子（1961年3月4日—），日本女演員，東京都出生。丈夫是日本廣告界著名腳本作家兼作詞家魚住勉，兒子則是NHK主播魚住優。畢業於東京都立上野高等學校。
被譽為日本「趨勢劇Trendy Drama」的代表女演員之一，曾和淺野優子並稱為「雙淺野（W浅野）」。淺野溫子曾出演眾多膾炙人口的日劇，曾主演的富士電視台《101次求婚》廣為亞洲各地觀眾熟悉。演藝事業從未間斷，多年來活躍於電視、電影和舞台劇演出。自2003年起亦同時致力於巡迴日本全國的神社演出「說演舞台」。因持續參與以《古事記》為題材的舞台表演的淵源，2008年起獲邀擔任国学院大学的客席教授。2009年至2010年4月作為品牌代言的活動，任期一年擔任食品及化妝品公司SONOKO以支援女性為目標的「my42自我支援計劃」的負責執行董事。

## 演出作品

### 電影
- 伊甸園之海（1976年、東寶、導演西河克己）
- 聖母觀音大菩薩（1977年、若松プロ=ATG、導演若松孝二）
- 高校大騷動（1978年、狂映舎、導演石井聰亙）
- 映畫之友再見了- 印第安夏天（1979年、Kitty Film、導演原田真人）
- SLOW BOOGIE（1981年、東映-角川映画、導演藤田敏八、原作片岡義男）
- 化石的荒野（1982年、東映-角川映画）
- 污髒的英雄（1982年、東映-角川映画、導演角川春樹））
- 陽暉樓（1983年、東映、導演五社英雄、原作宮尾登美子）
- 姊妹坂(四姊妹)（1985年、東寶、導演大林宣彥、原作大山和榮）
- 薄化粧(逃亡終站)（1985年、松竹、導演五社英雄）
- Ronin 坂本竜馬 （1986年、東寶、導演河合義隆）
- 格子樂隊－給美國的歌 CHECKERS - SONG FOR USA （1986年、東寶）
- 蟑螂的黃昏(動畫配音) （1987年、Kitty Film、導演吉田博）
- 危險刑事（1987年、東映-日本電視台、導演長谷川部春）
- 再次危險刑事（1988年、東映-日本電視台、導演一倉治雄）
- 最為危險刑事（1989年、東映-日本電視台、導演村川透）
- 天與地 (日本電影)（1990年、角川春樹事務所、導演角川春樹）
- 危險刑事回歸（1996年、東映-[[日本電視台、導演村川透）
- 永遠的危險刑事（1998年、東映-日本電視台、導演成田裕介）
- Kiriku 與魔女 Kirikou et la sorcière (動畫配音) (2003年、日文版製作Studio Ghibli、日文版翻譯及導演高畑勲)
- 仍然是危險刑事（2005年、東映-日本電視台、導演鳥井邦男）
- 嬰兒少女（2008年、日活、導演山口雄大、原作楳圖一雄）
- 再見危險刑事（2016年、東映-日本電視台、導演村川透）
- 澪之料理帖（2020年秋上映預定、東映、導演角川春樹）

### 電視劇
- 我們的朝早（1976年、東寶/日本電視台） - 客串第7回
- 忍者キャプター Ninja Captor（1976年、東京電視台） -　客串第36回
- 文子與初（1977年10月 - 1978年3月、TBS）
- 孤獨之賭注（1977年10月 - 1978年3月、TBS）
- 明日的刑事（1978年12月 - 1979年1月、東京電視台）飾演：乾美香
- 我們是天使!（1979年4月22日、日本電視台） - 客串第2回
- 家路（1979年8月 - 11月、TBS）
- 家路PART2（1980年、TBS）
- 水中花（1979年7月 - 10月、TBS）
- 大阪發－明天（1979、NHK）
- 惡女的假面－女人抱著殺意時（1980年1月12日、朝日電視台）
- 離婚朋友（1980年4月 - 7月、MBS）
- 御堂筋之春（1980年5月、NHK）
- 夢芝居（1982年1月28日、YTV）
- 甜蜜危險的香（1982年3月 - 5月、TBS）
- 女性朋友 再見了（1983年2月 - 3月、朝日電視台）
- 愛的疑惑（1983年2月、日本電視台）
- 冬化粧的女人們（1983年12月 - 1984年2月、富士電視台）
- 夏樹靜子之女的槍（1984年5月26、朝日電視台）
- 飛翔中的警視（1986年、TBS）
- 跳躍季節的女人們（1986年5月7日、TBS）
- 危險刑事（1986年10月 - 1987年9月、日本電視台）飾演：真山薰
- 拍掌的猿（1986年12月1日、KTV）
- 我的爸爸是主播 / 爸爸是主播（1987年1月 - 3月、TBS）
- 醜小鴨變白天鵝之女（1987年、TBS）
- 我的姐姐是飛機師 1987年8月 - 9月、TBS）
- 我的爸爸是主播 - SP（1987年10月2日、TBS）
- 業界者去吧（1987年10月 - 11月、富士電視台）
- 我的知己 - 離婚夫婦之同居物語（1987年12月、日本電視台）
- 爸爸全年都辛苦（1988年4月 - 7月、TBS）
- 檸檬香之女（1988年、TBS）
- 很想擁抱你（1988年7月 - 9月、富士電視台）
- 桂華學女小夜曲（1988年11月11日、日本電視台）
- 更多危險刑事 （1988年7月 - 1989年3月、日本電視台）飾演：真山薰
- 我的爸爸是主播 - 新年SP（1989年1月2日、TBS）
- 很想擁抱你 - 89 SP （1989年3月30日、富士電視台）
- 摩登媽咪 / 媽媽萬歲（1989年7月 - 9月、TBS）
- 很想擁抱你 - 90 SP （1990年1月3日、富士電視台）
- 愛情打獵族 / 世界中最愛是你 / 最愛是你（1990年1月 - 3月、富士電視台）
- 女與男相戀時（1990年10月19日、富士電視台）
- 媽咪佳人 / 媽媽漂亮嗎?! / 美麗的媽咪)（1991年1月 - 3月、TBS）飾演：日向陽子
- 101次求婚（1991年7月 - 9月、富士電視台）
- 蠑螺小姐 SASAE SAN（1992年 - 1996年、富士電視台）
- 家族之食桌93 - 天使之梯子 （1993年1月3日、富士電視台）
- 相逢何必曾相識（1993年7月 - 9月、富士電視台）
- 總有一天等到你 / 師奶強人 / Good Mourning（1994年7月 - 9月、富士電視台）
- 我的爸爸是主播 - SP（1994年9月30日、TBS）客串嘉賓
- 沙粧妙子-最後的事件-（1995年7月 - 9月、富士電視台）
- 教練 COACH（1996年7月 - 9月、富士電視台）
- 女優X（1996年12月27日、TBS）
- 女主角的反亂 - 淺野溫子篇（1997年1月25日、WOWOW）
- 沙粧妙子-歸來的問候- SP（1997年3月25日、富士電視台）
- 職員室（1997年7月 - 9月、TBS）
- 教練 COACH - SP（1997年10月9日、富士電視台）
- 怕老婆俱樂部 / 不怕老婆（1998年5月17日、TBS）第6回嘉賓客串
- 愛與情慾（1998年7月 - 9月、TBS）
- 危險刑事 Forever TV Special'98（1998年8月28日、日本電視台）
- Change!（1998年10月 - 12月、朝日電視台）
- 取調室 10 （1999年6月15日、日本電視台）
- 很想擁抱你! 世紀末 SPECIAL（1999年10月1日、富士電視台）
- REGATTA 國際金融戰爭（1999年11月 - 12月、NHK）
- 戀愛欺詐師（1999年12月23日、朝日電視台）最終回嘉賓客串
- 平成夫婦茶碗 / 平成小氣夫婦（2000年1月 - 3月、日本電視台）
- 真有其事的恐怖故事 2（2000年8月25日、富士電視台）
- 平成夫婦茶碗SP / 平成小氣夫婦SP（2000年12月19、日本電視台）
- 北條時宗（2001年、NHK） 飾演鎌倉幕府第5代執権北條時賴（渡邊謙飾）之妻涼子
- 醫家姊妹 / 瑪莉亞 Maria（2001年7月 - 9月、TBS）
- 開幕鐘聲是華麗的（2002年1月3日、東京電視台）
- 續．平成夫婦茶碗 / 續．平成小氣夫婦（2002年1月 - 3月、日本電視台）
- 救急救命士．牧田沙織（2002年1月26日、朝日電視台）
- 晨間小說連續劇　滿天（2002年9月 - 2003年3月、NHK）
- 救急救命士．牧田沙織 2（2003年5月31日、朝日電視台）
- 刑事檢查官 玉板美也子（2003年7月11日、富士電視台）
- 共犯者（2003年、日本電視台）
- 昨日之友是今日之敵?（2004年1月 - 2月、NHK）
- 刑務所之醫者．若宮冴子（2004年7月28日、東京電視台）
- 刑事檢查官 玉板美也子 2（2004年8月20日、富士電視台）
- 救急救命士．牧田沙織 3（2004年8月28日、朝日電視台）
- 鑽石之戀（2005年8月 - 10月、NHK）
- 全國通緝．雙面女郎（2005年10月25日、日本電視台）
- 救急救命士．牧田沙織 4（2005年11月12日、朝日電視台）
- 妻之秘密，夫之不貞，婆婆之虛榮（2006年3月14日、日本電視台）
- 多子女刑警（2006年6月21日、東京電視台）
- 薔薇之微笑（2006年7月4日、日本電視台）飾演 變性人
- 救急救命士．牧田沙織 5（2007年2月3日、朝日電視台）
- 玉蘭（2007年6月16日、朝日電視台）
- 女家傭看到了!25（2007年7月14日、朝日電視台） 客串飾演 男裝易服同性戀女社長
- JUDGE - 離島之裁判官奮戰記（2007年10月 - 11月、NHK）
- 超高層飯店女強人 vs 女護衛（2007年12月1日、朝日電視台）
- 相聚一刻（2008年7月26日、朝日電視台）-友情客串
- JUDGE II - 離島之裁判官奮戰記（2008年11月、NHK）
- 救急救命士．牧田沙織 6（2009年6月13日、朝日電視台）
- 綠川警部 vs 86人之嫌疑犯（2009年6月22日、TBS）
- 大佛开眼（2010年4月3日、4月10日、NHK）
- 救急救命士．牧田沙織 7（2010年5月1日、朝日電視台）
- 沈默之法庭．紅與黑（2010年8月30日、TBS）
- 打工仔買房記（2010年10月19日-12月21日、富士電視台）
- 救急救命士．牧田沙織 8（2011年8月27日、朝日電視台）
- 打工仔買房記 特別篇（2011年10月4日、富士電視台）
- 女取調官 2（2012年2月20日、TBS）
- 小京都連続殺人事件（2012年5月4日、富士電視台）
- 沖繩Resort Concierge具志堅陽子的名推理（2012年7月25日、東京電視台）
- 陽光照耀之地 （2013年1月8日-3月12日、NHK）
- 救急救命士．牧田沙織 9（2013年2月23日、朝日電視台）
- 小京都連続殺人事件 2（2013年5月3日、富士電視台）
- 總會有辦法的 （2013年7月12日-9月20日、TBS）
- 很想擁抱你！Forever（2013年10月1日、富士電視台）
- 小京都連続殺人事件 × 外科医　鳩村周五（2013年10月18日、富士電視台）
- 陽光照耀之地 特別篇 （2014年4月1日、NHK）
- 總會有辦法的 2 （2014年4月22日-6月24日、TBS）
- 警察庁特別監察官 冰之女・冰室透子（2014年7月11日、富士電視台）
- Hotel G-man 具志堅陽子的殺人推理 2（2014年7月23日、東京電視台）
- 學校的階梯 （2015年1月10日-3月14日、日本電視台）
- 救急救命士．牧田沙織 10（2015年5月9日、朝日電視台）
- 37.5℃的眼淚 （2015年7月9日-9月17日、TBS）
- 孤獨的美食家Season5（2015年10月9日、東京電視台）-第2集嘉賓
- 快樂退休（2015年10月18日、朝日電視台）
- BS時代劇 大岡越前 3（2016年1月22日、NHK BS Premium）-第2集嘉賓
- 青春名曲故事－紅色香豌豆（2016年3月12日、BS Japan）
- 男與女的懸疑時代劇－牢之女（2016年4月12日、BS Japan）
- リテイク Retake（2016年12月3日-2017年1月28日、富士電視台）
- 這世上沒有容易的工作（2017年4月6日-5月25日、NHK BS Premium）
- さすらい署長 風間昭平（2017年5月3日、東京電視台）
- 警視廳生物系（2017年7月9日-9月10日、富士電視台）
- 小京都連続殺人事件 4（2019年2月9日、富士電視台）
- 警視廳SP特命係（2019年3月4日、TBS）
- 女王偵訊室 / 非常審查官 第三季（2019年4月11日、朝日電視台）-第1集嘉賓
- 大全力失蹤（2019年4月7日-28日、NHK BS Premium）
- 水戶黃門 第二季（2019年6月16日、BS TBS）-第4集嘉賓
- 悪魔の弁護人・御子柴礼司 〜贖罪の奏鳴曲〜 第6集-第8集（2020年1月11日-1月25日、富士電視台）

### 舞台劇
- 浪漫喜劇 Romantic Comedy（1998年） - 初舞台；導演：福田陽一郎
- 第二章 Chapter Two（1999年）- 導演：福田陽一郎
- 邊緣人 Side Man（2000年）- 導演：福田陽一郎
- 結婚 Taken in Marrage（2001年）- 導演 Robert Allan Ackerman
- 愛麗詩的會所 Club of Alice（2002年）- 導演：白井晃
- 黄昏 On Golden Pond（2003年）- 導演：高瀨久男
- 西邊的華爾茲 West Side Waltz（2004年 & 2005年）- 導演：高瀨久男
- 無言劇 Dumb Show （2006年）- 導演：鈴木勝秀
- 無人地帶 No Man's Land （2007年）- 導演：鈴木勝秀
- 美麗女子 Pretty Girl（2007年）- 導演：赤堀二英
- 尋找真正的我 As You Desire Me（2008年）- 導演：高瀨久男
- 惡戰 Akusen（2009年）- 導演：水谷龍二
- 新宿 Midnight Baby（2009年）- 導演：大西淑博
- 聖女貞德 Jeanne d'Arc（2010年）- 導演：白井晃
- AMA Tolerence - 公の園 Ooyakenosono（2011年）- 導演：野崎美子
- 八女子 8 Femmes（2011-2012年）- 導演：G2
- 時代劇版 101次求婚（2012年）- 導演：斎藤雅文
- 宛如阿修羅 Ashura no Gotoku（2013年）- 導演：松本祐子
- ANN Company - 公の園 Ooyakenosono（2013年）- 導演：野崎美子
- ANN Company - 公の園 2 Ooyakenosono 2（2014年）- 導演：野崎美子
- 音楽劇「貝多芬」Ludwig Beethoven（2014年）- 導演：モトイキシゲキ
- Reading名作劇場「送給你的故事」Story for You（2015年）
- 五木宏 納涼特別公演「鬼長屋」Obakenagaya（2016年）- 導演：モトイキシゲキ
- TEAM ON×SOUL - イノチボンバイエ Inochibombaye（2016年）- 導演：野崎美子
- 雲之彼端，約定的地方（2018年）- 導演：內藤裕子

### 說演舞台
- 朗讀舞台－日本神話的邀請（2003-2010年）
- 淺野溫子說演舞台（2010年－）

### 其他演出
- 笑っていいともTelephone Shocking（1988年7月6日、富士電視台）- 特別嘉賓
- 第39回紅白歌合戦(紅白歌唱大賽)（1988年12月31日、NHK） - 嘉賓評判
- 邁向未來的教室（2000年5月13日、NHK教育台） - 紀錄片旁白配音
- Paris Collection "Jean-Louis Scherrer" （2000年7月10日） - 當巴黎時裝的天橋模特兒
- 第51回紅白歌合戦(紅白歌唱大賽)（2000年12月31日、NHK） - 台上嘉賓
- 列島特集－再次拿起照相機（2000年12月3日、NHK） - 紀錄片旁白配音
- 南極（2003年3月25日 - 28日、NHK教育台） - 紀錄片旁白配音
- NHK高清特集「伊勢神宮．繼承的心與形」（2005年12月23日、NHK Hi-vision） - 神話朗讀表演
- 時空浪漫唐招提寺－守護著天平之名建築的男士們（2007年3月4日、TBS） - 紀錄片旁白配音
- 清志與這一夜 / 清志的一夜（2007年11月15日、NHK） - 特別嘉賓
- 優美的宇宙船地球號ECO ECO TV（2007年11月、朝日電視台） - 嘉賓訪問
- 金特「變成狐狸的少年－新美南吉 童話的世界」（2007年12月2日、NHK） - 童話朗讀表演
- 話之國（2008年2月、NHK教育台） - 童話朗讀表演
- 日翻萬葉集（2008年4月21日、6月12日、NHK Hi-vision） - 嘉賓訪問
- 星期六Studio Park（2008年11月1日、NHK）- 特別嘉賓
- 星期六家長時間（2008年4月-2009年2月 每月第4週星期六、NHK教育）- 訪問主持
- 富士電視台開局50周年特別節目（2009年4月6日、富士電視台）- 嘉賓
- 金特「東海北陸　櫻物語」（2009年4月17日、NHK）- 嘉賓
- 隔鄰的孩子教養（2009年4月-至現在 每月第4週星期六、NHK教育）- 訪問主持
- SMAP×SMAP（2010年7月12日、富士電視台） - BISTRO SMAP嘉賓
- ソロモン流(Solomon Style)（2010年10月10日、東京電視台） - 淺野溫子特集
- 夜の笑っていいとも！2010秋のドラマ特大号（2010年10月11日、富士電視台） - 嘉賓
- めざましテレビ（2010年10月19日、富士電視台） - 嘉賓
- とくダネ！（2010年10月19日、富士電視台） - 嘉賓
- VS嵐（2010年10月21日、富士電視台） - 嘉賓
- A-Studio（2010年10月29日、TBS） - 嘉賓
- 日曜美術館「天平のここと輝いて～第62回正倉院展～」（2010年10月31日、NHK） - 嘉賓
- 我們的音樂 Our Music（2010年12月10日、富士電視台） - 嘉賓（鄉裕美 x 淺野溫子對談）
- NHK岡山放送局開局80周年紀念特集節目「淺野溫子說演舞台『岡山開始故事』」（2011年1月28日、NHK岡山；2011年2月1日、NHK BS-hi） - 淺野溫子說演舞台演出
- はじまりが、はじまる。神々の国しまね～古事記1300年（2011年2月27日、日本海電視） - 淺野溫子說演舞台演出
- テレビを輝かせた100人（2011年7月9日、富士電視台） - 嘉賓
- おしゃれイズム（2011年11月20日、日本電視台） - 嘉賓
- 二人の食卓（2011年11月26日、朝日電視台） - 嘉賓
- SMAP×SMAP（2011年12月5日、富士電視台） - BISTRO SMAP嘉賓
- さんまのまんま（2012年2月25日、關西電視台；3月10日、富士電視台） - 嘉賓
- 笑っていいとも！（2012年5月4日、富士電視台） - 現場直播嘉賓
- 1300年の出雲路をゆく～神話が語る日本のはじまり～（2012年6月16日、BS JAPAN） - 淺野溫子說演舞台及紀錄片演出
- ゆうどきネットワーク（2012年10月25日、NHK）- 現場直播嘉賓
- アシタスイッチ（2013年1月6日、TBS）- 嘉賓（淺野溫子 x 奧菜惠（日语：奥菜恵）對談）
- よ～いドン！（2013年1月31日、關西電視台）- 現場直播嘉賓
- 復活！Ｗ浅野スペシャル　あなたがヒロイン！～浅野温子編 I&II～（2013年6月首播、LaLa TV）- 淺野溫子紀錄特集 （「很想擁抱你！Forever」製作特輯）
- 復活！Ｗ浅野スペシャル　あなたがヒロイン！～浅野ゆう子編 I&II～（2013年7月首播、LaLa TV）- 淺野優子紀錄特集 （「很想擁抱你！Forever」製作特輯）
- ドッキリアワード 2013（2013年7月7日、TBS）- 嘉賓（淺野溫子、舘廣（日语：舘ひろし） ）
- はなまるマーケット（2013年7月12日、TBS）- 嘉賓
- みのもんたの朝ズバッ！（2013年7月12日、TBS）- 現場直播嘉賓（淺野溫子、舘廣（日语：舘ひろし） ）
- ひるおび！（2014年7月12日、TBS）- 現場直播嘉賓（淺野溫子、舘廣（日语：舘ひろし） ）
- Nスタ（2014年7月12日、TBS）- 現場直播嘉賓（淺野溫子、舘廣（日语：舘ひろし） ）
- SMAP GO!GO!（日语：SMAP GO!GO!）（2013年9月30日、富士電視台） - BISTRO SMAP嘉賓（淺野溫子、淺野優子（日语：浅野ゆう子） ）
- 笑っていいとも！（2013年10月1日、富士電視台） - 現場直播嘉賓（淺野溫子、淺野優子（日语：浅野ゆう子） ）
- バイキング（2014年4月16日、富士電視台） - 現場直播嘉賓
- ぴったんこカン・カンスペシャル（2014年4月18日、TBS）- 嘉賓（淺野溫子、舘廣（日语：舘ひろし）、橋田壽賀子）
- あさチャン！（2014年4月22日、TBS）- 現場直播嘉賓（淺野溫子、舘廣（日语：舘ひろし） ）
- ひるおび！（2014年4月22日、TBS）- 現場直播嘉賓（淺野溫子、舘廣（日语：舘ひろし） ）
- Nスタ（2014年4月22日、TBS）- 訪問嘉賓（淺野溫子、舘廣（日语：舘ひろし） ）
- いっぷく！（2014年4月29日、TBS）- 現場直播嘉賓
- コントの劇場（2014年10月31日、NHK BS Premium）- 舞台趣劇演出
- Eetoko 好地方（2015年10月9日及10月16日、NHK）- 紀錄片演出
- はじめてのおつかい 2016スペシャル（2016年1月11日、日本電視台）- 現場嘉賓
- しゃべくり007 2時間スペシャル（2016年1月18日、日本電視台）- 現場嘉賓（淺野溫子、舘廣（日语：舘ひろし） 、柴田恭兵（日语：柴田恭兵）、仲村亨）
- 行列のできる法律相談所（2016年1月24日、日本電視台）- 現場嘉賓（淺野溫子、舘廣（日语：舘ひろし） 、柴田恭兵（日语：柴田恭兵）、仲村亨）
- ヒルナンデス！（2016年1月27日、日本電視台）- 現場直播嘉賓（淺野溫子、舘廣（日语：舘ひろし） 、柴田恭兵（日语：柴田恭兵））
- ネプ&イモトの世界番付 冬スペシャル（2016年1月29日、日本電視台）- 現場嘉賓
- 1周回って知らない話（2016年2月3日、日本電視台）- 訪問嘉賓（淺野溫子、舘廣（日语：舘ひろし） 、柴田恭兵（日语：柴田恭兵））
- 嵐にしやがれ（2016年1月30日、日本電視台）- 現場嘉賓（淺野溫子、舘廣（日语：舘ひろし） 、柴田恭兵）
- 沸騰ワード10 冬の絶景スペシャル（2016年2月5日、日本電視台）- 現場嘉賓
- Eetoko 好地方（2016年4月9日及4月23日、NHK）- 紀錄片演出
- 演員們的隨意時間～『Retake』之休日（2016年12月31日、東海電視）- 劇集宣傳特輯
- Switch!（2017年1月9日、東海電視）- 嘉賓特輯
- 新春ドラマツアーズ（2017年1月7日、富士電視台）- 劇集宣傳特輯
- おやかまっさん（2017年2月3日、KBS京都）- 現場直播嘉賓
- 京bizX（2017年2月10日、KBS京都）- 現場嘉賓
- Telementary 2017「造られた大地の上に～東日本大震災6年目の現実～」（2017年3月12日、朝日電視台） - 紀錄片旁白配音
- BSコンシェルジュ（2017年4月14日、NHK）- 現場嘉賓
- Eetoko 好地方（2017年5月27日及6月10日、NHK）- 紀錄片演出
- かたらふ～ぼくたちのスタア～（2017年7月8日及7月15日、富士電視台）- 嘉賓特輯
- Eetoko 好地方（2018年1月26日及2月3日、NHK）- 紀錄片演出
- にじいろジーン（2018年4月28日、富士電視台）- 現場嘉賓
- 1駅だけ！道草さんぽ（2018年5月20日、朝日電視台）- 嘉賓
- 朝だ！生です旅サラダ（2018年7月7日、朝日電視台）- 現場嘉賓
- 和風総本家（2018年7月12日、東京電視台）- 嘉賓
- にじいろジーン（2018年8月4日、富士電視台）- 嘉賓
- ぐっさんのニッポン国道トラック旅！「中山道 東京～京都の巻」（2019年8月28日、NHK BS Premium）- 嘉賓

## 外部連結
- 淺野溫子專屬網站 （页面存档备份，存于）
- 淺野溫子說演舞台 （页面存档备份，存于）
- （日語）淺野溫子官方網站 （页面存档备份，存于）